# Stephan Licht
Stephan Licht (29. září 1860 Brno – 4. března 1932 Vídeň) byl rakouský a český advokát a politik německé národnosti z Moravy, na počátku 20. století poslanec Říšské rady.

## Biografie
Vychodil národní školu, gymnázium v Brně a od roku 1878 studoval práva na Vídeňské univerzitě, kde roku 1883 získal titul doktora práv. Zpočátku pracoval jako advokát v Brně. Byl členem státní zkušební komise v oboru státovědy. Později se stále více zapojoval do politického života.
Byl sekretářem Spolku vlnařských průmyslníků v Brně, místopředsedou německé sekce zemské zemědělské rady na Moravě, členem brněnské obchodní a živnostenské komory a státní železniční rady. Patřil mezi německé liberály (Německá pokroková strana).
Na počátku 20. století se zapojil i do celostátní politiky. Ve volbách do Říšské rady roku 1901 byl zvolen do Říšské rady (celostátní zákonodárný sbor) za kurii obchodních a živnostenských komor, obvod Brno. Uspěl také ve volbách do Říšské rady roku 1907, konaných poprvé podle všeobecného a rovného volebního práva. Byl zvolen za německý obvod Morava 10. Usedl do poslaneckého klubu Německý národní svaz (širší parlamentní platforma německorakouských nesocialistických politických stran). Za týž obvod byl zvolen i ve volbách do Říšské rady roku 1911, opět se připojil k poslanecké frakci Německý národní svaz. Ve vídeňském parlamentu setrval až do zániku monarchie. K roku 1911 se profesně uvádí jako dvorní a soudní advokát. V parlamentu se zaměřoval na sociální, hospodářské a finanční otázky. V roce 1913 se podílel na vypracování předlohy novely zákona o daních.
Po válce zasedal v letech 1918–1919 jako poslanec Provizorního národního shromáždění Německého Rakouska (Provisorische Nationalversammlung). V květnu 1919 se stal prozatímním správcem Německo-rakouské penzijní zaměstnanecké pojišťovny. Ve funkci pak zůstal dlouhodobě a zasloužil se o reformu pojistného systému. Prosazoval plošné zavedení sociálních podpor ve stáří a invaliditě.